# 学生信息员制度
学生信息员制度是指中国的高等院校和职业教育学院等选聘学生名义上从事教育教学和学校管理服务保障情况调查、教学与管理信息收集、反馈等工作的制度。其名义上的目的是调动学生参与学校建设和管理工作，及时了解教育教学与管理服务工作信息。学生信息员是学校党政部门的耳目，是用来监视教师和其他学生的工具，是思想政治工作队伍的一部分。

## 沿革
早在文化大革命期间就有党委组织学生造反在学校搞生活细节的互相揭发和打小报告，开展对"反党反社会主义的黑帮、黑线"的揭发和批判。中国重点高校在1989年天安门事件之后就实行了学生信息员制度。2000年代初，中国教育部门将信息员制度普及到武汉大学，上海师范大学等省级高校，做为教育改革的一部分。2005年，学生信息员制度进一步扩大到层次更低的学校甚至一些中学。
2000年沈阳农业大学学生信息员、教学督导员分别由校教务处、校长聘任，学生信息员一般由各教学班学委担任，教务处每月要归纳整理他们所反馈的学生对学校教学工作的意见，与学校有关的及时报送学校主要领导，关于教师个人的则由教务处密封送达教师本人供其改进教学参考。2004年，淮阴师范学院在每个班中选用了一名责任心强、品学兼优的学生做教学信息员，其身份不向任课教师公开，教学信息员就成了课堂教学信息实时传递的渠道。教学信息员经常将本人或同学们对教学的意见、建议反映给系教务秘书、教学主任或教务处，教务处及各系定期召开教学信息员会议。会议过程中，除听取教学信息员对教学工作的意见外，还要反馈教学信息员以前所提意见或建议的处理情况。南昌大学组建学生督导信息员队伍，其主要任务是及时收集、反馈所在学院师生对教学工作的意见要求、教师对学生学风的意见、学生对教师教风的意见,为学校和有关部门提供决策参考依据。吉林大学制定了《吉林大学学生信息员工作条例》。
2009年光明日报发表《构建校院两级教学督导评价体系》一文，提出：
建立校级专家组例会和校级学生信息员例会制,及时安排和总结全校性教学督导与评估工作。
2012年江西省教育厅厅长虞国庆在《学习时报》发表《社会管理视野下的高校稳定工作》一文，文章指出高校稳定事关社会稳定：
建立一支涵盖学生、教师、教工等各层次的信息员队伍，制定一套维稳信息收集报送制度，构建一个信息报送网络和平台，整合网络舆情、信访信息等信息资源，定期分析研判稳定形势，及时准确把握高校稳定动向和苗头性、倾向性问题。
首都经济贸易大学安全与环境工程学院的学生信息员由团委及学生处思想政治教育办公室招聘，为“勤工助学”岗位，要求“具有较强的政治敏感性，政治素质高，”其工作内容是
在重要事件及重要时间点对网络舆情进行监控，及时反馈同学们学习、生活状况、思想动态以及对学校教学活动的意见和建议，及时反馈教师教学和教学管理活动的基本情况。
复旦大学的青年研究中心曾面向全校下发一个文件，用词隐晦，“为进一步充实学生调研员队伍，拓宽学生信息获取渠道，及时掌握学生思想动态，深入开展各项调研工作，选拔、培养一批思想过硬、视野开阔、政治敏锐、能力突出的学生骨干，复旦大学青年研究中心现面向全校各院系公开招募新一期学生调研员。”注明预备党员，党员优先。
美国中央情报局2010年11月的一份报告说，在中国校园信息员制度中的所谓信息员其实就是学校里打小报告的线人。报告说，学生信息员的汇报时常夹杂个人的主观评判，这些信息员的汇报常常导致一些学生的奖学金被撤销或者受到各种处罚。

## 监督教师
学生线人也举报教师的所谓“反动”言论。中国华东政法大学杨师群教授在博文《有同学告我反革命》中讲述了学生到公安局和市教委告他讲课时批评政府的遭遇。杨师群的博客说，上面已经立案侦查他。
北京大学学生信息员负责收集任课教师教学态度、教学水平、教学内容等教学过程的各环节，教书育人、教学管理、学术气氛等等所有方面的信息，要求及时向教育处及其他相关部门反映。学生信息员参与学校组织的教育教学相关调查、研讨会和信息员工作交流会等，要求填写《北京大学本专科教学学生信息员反馈意见表》并上交教育处，每月至少一次。学生信息员由各大院系教育处统一管理。教育处负责学生信息员工作的考核，不能履行学生信息员职责的学生，教育处将终止其学生信息员的身份。学生信息员因各种原因不能完成任务的，在每学期末提出申请退出。教育处每年评选优秀学生信息员，设立最佳提案或建议奖，并颁发证书，给予奖励。北京大学经济学院教授夏业良2010年11月5日在推特上发文说，他在讲课时的言论被学生以“反党反社会主义”而举报。
浙江工业大学在思想政治课教育教学中引入学生信息员、学生会监控等各种渠道，及时反馈教育教学工作。南开大学、武汉大学的校内教学质量监控体系包括校院两级教学督导制度和学生信息员制度，以学生信息员队伍为基础监控教学质量。

## 外教被问敏感话题
学生中的线人不仅举报本校学生和教师，也针对国际人士。一位要求不透姓名的美国青年向美国之音讲述了他在中国一所高校教学时的经历。这位美国人说，他在那所学校时，中国学生经常问一些他对台湾独立，西藏独立等问题的看法。他说：“我在中国教书时，班上有不少学生问问题。但总是有一两个学生问我一些敏感话题，比如，西藏，台湾，新疆，达赖喇嘛，天安门广场事件等。你可以感觉到有些学生就是出于好奇心，而有的学生的提问就让人感到不舒服。”
这位要求不透露姓名的美国人说，他在课堂上有的学生非常直截了当的问他西藏是个独立的国家吗？他还说，有的学生试图得到他的信任，跟他说一些赞成台湾独立的话，后来他在校内网发现这个学生公开讲的是截然相反的观点。